# Micromyzodium kuwakusae
Micromyzodium kuwakusae är en insektsart. Micromyzodium kuwakusae ingår i släktet Micromyzodium och familjen långrörsbladlöss. Inga underarter finns listade i Catalogue of Life.